# Zerreißlager
Zerreißlager ist ein Fachbegriff für ein Problem bei der Ermittlung der Losgröße in der Produktionsplanung und beschreibt, dass ein Lager bei endlicher Produktionsgeschwindigkeit schneller geleert wird, als es wieder befüllt werden kann.

## Definition
„Ein Zerreißlager liegt vor, wenn die Bedarfsrate größer ist als die Produktionsrate.“
Bei einem Absatzlager würde man das Problem minimieren, indem man nur noch die Produktart fertigte, die den relativ höchsten Stückdeckungsbeitrag gewährt. In einem Zwischenlager kann es sein, dass mehrere Sorten gefertigt werden, die aber alle zusammen trotzdem nicht reichen, um den Absatz zu befriedigen.

## Funktionsweise
Da das Zerreißlager schneller geleert wird, als es sich füllt, muss die Produktion für ein Zerreißlager eine bestimmte Vorlaufzeit einhalten, bevor die nächste Produktionsstufe startet, damit beide Produktionsstufen die gleiche Stückzahl produzieren und ein reibungsloser Produktionsablauf gewährleistet wird.